# Harm Hoeve
Harm Hoeve (Rouveen, 4 december 1964) is een Nederlands organist en componist.

## Biografie
Harm Hoeve werd geboren in Rouveen en groeide op in een gereformeerd gezin. Hij begon zijn opleiding aan de muziekschool in Zwolle en ging aldaar naar het conservatorium. Hij kreeg orgelles van Harm Jansen en nam vervolgens pianolessen bij Matthijs Verschoor aan het Hilversums Conservatorium. Hij rondde zijn studie af bij Piet Kee en Guy Bovet aan de Internationale Zomer Academie voor Organisten in Haarlem. Toen hij 24 was won hij de eerste prijs bij het internationale concours van het Albert Schweitzer Orgelfestival 1989 in de Grote of Lebuïnuskerk in Deventer.
Hoeve is vaste organist van de gereformeerde kerk vrijgemaakt in Rouveen. Tevens geeft hij orgelconcerten in het binnen- en buitenland en op de radio bij de EO. Ook speelt hij regelmatig op het Cavaillé-Coll-orgel van The American Cathedral in Parijs. Hij speelt hier composities van onder meer Lemmens, Bédard en Gigout. Ook is hij actief als dirigent van mannenkoren in Rijssen en op Urk. In 2014 werd hij door burgemeester Joop Alssema benoemd tot Lid in de Orde van Oranje-Nassau.

## Discografie (selectie)
- Gods werk gaat door
- Breng dank, met pianist Johan Bredewout
- Eigen koraalbewerking vanuit Bolsward
- Harm Hoeve Grote Kerk Steenwijk
- Als de bazuinen klinken
- Harm Hoeve Sint-Maartenskerk Zaltbommel
- Harm Hoeve speelt Nederlandse Koraalbewerkingen
- Harm Hoeve bespeelt het orgel van de Martinikerk te Bolsward
- Vreugde alom, met pianist Johan Bredewout
- Festivo
- Colours of Instruments
- Geprezen zij de Heer
- Jong gemengd koor Immanuel

## Bladmuziek
Dit is een selectie met bladmuziek die Hoeve heeft gecomponeerd.
Volume 1
- Psalm 121 - 'k Sla d'ogen naar 't gebergte heen
- Psalm 116 - God heb ik lief
- Op bergen en in dalen
- Ik heb de vaste grond gevonden

Volume 2
- Wij knielen voor Uw zetel neer
- Rust mijn ziel, Uw God is Koning
- Volle verzeek'ring
- Psalm 136 - Looft de Heer, want Hij is goed

Volume 3
- Vreugde, vreugde, louter vreugde
- Lof zij de Heer, de almachtige Koning der ere

Volume 4
- Stilte over alle landen
- Eens als de bazuinen klinken
- Het Israëlische Volkslied

Volume 5
- Pastorale "Mijn Herder is de Heere God"
- Aria en Koraal "Neem mijn leven, laat het Heer, toegewijd zijn aan Uw eer"
- Marche Triomphale Psalm 89 "'k Zal eeuwig zingen van Gods goedertierenheên"
- Preludium alla Kellner Psalm 150 "Looft God, looft Zijn Naam alom"

Volume 6
- O mijn ziel wat buigt g' u neder
- Maar de HEER zal uitkomst geven
- Trio Psalm 42
- Fantasie "Veilig in Jezus' armen"

Volume 7
- Bewerking en koraal Psalm 143 "Leer mij, o God zan zaligheden"
- Fantasie Psalm 100 "Juich, aarde, juicht alom de HEER"
- Prière "Zegen ons, Algoede"
- Intermezzo "Tel uw zegeningen"

Volume 8
- Aria "Kom, Heer Jezus, kom"
- Variaties "Mijn Vader, dank U wel"
- Grand Choeur "Van U wil ik zingen"
- Toccatine Psalm 75 "U alleen, U loven wij"

Volume 9
- De Lofzang van Maria
- De Lofzang van Zacharias
- De Lofzang van Simeon

Volume 10
- Aria en koraal "Ik kniel aan Uwe kribbe neer"
- Sinfonia galante "Komt allen tesamen"
- Toccata, Intermezzo en Koraal "Komt allen tesamen"
- Voorspel en Koraal "Komt allen tesamen" - partij voor 2 bes-trompetten

Volume 11
- Fantasie "Daar is uit 's werelds duist're wolken"
- In Bethlehems stal
- Nu daagt het in het oosten
- 3 voorspelen en koraal "Ere zij God"

Volume 12
- Orgellied "Heerlijk klonk het lied der eng'len"
- Once in Royal Davids City
- Kerstsuite
- Fantasie "Er is een Kindeke geboren op aard'"

Volume 13
- Il est né le divin Enfant
- Ouverture "Joy to the world"
- Ding dong! Merrely on high